# Serguéi Rostóvtsev
Serguéi Rostóvtsev (en ruso: Сергей Ростовцев; Tula, 2 de junio de 1997) es un deportista ruso que compite en ciclismo en las modalidades de pista y ruta.
Ganó una medalla de bronce en el Campeonato Mundial de Ciclismo en Pista de 2021 y dos medallas en el Campeonato Europeo de Ciclismo en Pista, oro en 2021 y bronce en 2020.

## Medallero internacional
| Campeonato Mundial | Campeonato Mundial  | Campeonato Mundial | Campeonato Mundial |
| Año                | Lugar               | Medalla            | Competición        |
| ------------------ | ------------------- | ------------------ | ------------------ |
| 2021               | Roubaix ( Francia)  | Medalla de bronce  | Eliminación        |
| Campeonato Europeo |                     |                    |                    |
| Año                | Lugar               | Medalla            | Competición        |
| 2020               | Plovdiv ( Bulgaria) | Medalla de bronce  | Eliminación        |
| 2021               | Grenchen ( Suiza)   | Medalla de oro     | Eliminación        |

## Palmarés
2017
- 1 etapa de los Cinco Anillos de Moscú

2020
- 1 etapa del Tour de Mevlana

2021
- 2 etapas de los Cinco Anillos de Moscú

2023
- Gran Premio Templo Apollon
- 1 etapa del Tour de Mauricio
- Gran Premio Boukraa
- Gran Premio El Marsa

2024
- 1 etapa del Tour de Mersin